# Paul Ricca
Paul Ricca, né le 14 novembre 1897 à Naples et mort le 11 octobre 1972, dit « The Waiter » (« le serveur »), est un personnage important de la mafia américaine, parrain de la mafia de Chicago de 1943 à 1950.

## Biographie

### Jeunesse
Il est né Felice DeLucia à Naples en Italie. En 1915, il fut condamné à deux ans de prison pour le meurtre d'Emilio Parrillo. Il tua l'homme ayant témoigné contre lui lors de son procès, Vincenzo Capasso. Suspecté également de nombreux autres meurtres, il s'enfuit à Apricena sous le nom de Paolo Maglio. À partir de là, il transita par la France et prit un bateau pour New York. Il arriva à New York le 10 août 1920 et anglicisa son nom en Paul Ricca.

### Entrée dans la mafia
Ricca alla à Chicago, où il trouva du travail comme ouvreur dans un théâtre. Plus tard, il fut serveur dans un restaurant local, propriété du mafieux Joseph Esposito, d'où son surnom. Ricca devint rapidement connu des mafieux du coin, incluant Al Capone. Ricca et Capone avaient plusieurs amis en commun parmi les mafieux napolitains qui étaient retournés au pays, et Ricca devint rapidement un gangster à plein temps. Il s'élève très rapidement dans les rangs de l'organisation: Capone fut témoin lors de son mariage en 1927. Il fut également l'émissaire de Capone sur la côte est.

### Parrain de la mafia
Lorsque Capone fut envoyé en prison en 1932, Ricca devint le bras-droit du parrain Francesco Nitto. Cependant, pratiquement tous s'accordent à dire que Ricca fut le véritable parrain. En effet, les responsables élevés de la mafia n'avaient que peu de considération pour le parrain officiel, Nitto. Les dirigeants du Syndicat national du crime émergeant, comme Lucky Luciano et Meyer Lansky traitaient avec Ricca comme le parrain de la famille. Les ordres de Ricca passaient fréquemment au-dessus de ceux de Nitto, en disant : "on le fera comme ça, maintenant n'en parlons plus !" (we'll do it this way. Now let's hear no more about it). Un tel acte serait normalement impensable dans toute famille du crime, mais Nitto n'objectait pas.
En temps-là, la mafia de Chicago rackettaient des studios majeurs d'Hollywood comme RKO Pictures, Paramount Pictures, MGM et 20th Century Fox, surtout par l'influence de John Roselli à Los Angeles. Le 18 mars 1943, les principaux chefs de la mafia de Chicago étaient accusés d'extorsion de fond sur les studios et ils se rencontrèrent chez Nitto. Ricca accusa fermement Nitto quant à la mauvaise stratégie adoptée, et il fut conclu que Nitto devait payer pour tous et aller en prison. Nitto était claustrophobe et ne pouvait supporter l'idée d'être confiné en prison: il se suicida le jour suivant. Ricca devint alors officiellement le parrain de la mafia de Chicago, faisant de Tony Accardo son bras-droit; ce fut le début d'un partenariat de presque 30 ans.
Le 30 décembre 1943, un jury fédéral jugea Ricca et ses associés coupables: il fut condamné à 10 ans de prison. Murray Humphreys, responsable politique et mafieux de Chicago, téléphona au ministre de la justice Tom C. Clark: Ricca et Rosselli sortirent de prison après seulement trois ans. Une des conditions était que Ricca ne pouvait désormais plus être accompagné de mafieux; il se mit en semi-retraite comme consultant pour les dirigeants de la mafia. Cependant, aucune décision ne se faisait sans qu'il le sache. Il fut rejoint plus tard comme consultant par son ancien bras-droit Accardo, et il est généralement admis qu'ils représentaient le véritable pouvoir dans la mafia de Chicago. 
Ricca était connu comme quelqu'un au tempérament modéré, mais il pouvait également se montrer impitoyable. Il accepta de prendre plusieurs membres du gang des 42 dans la mafia, dont Sam Giancana.
Il décéda le 11 octobre 1972 à Chicago.

## Sources
- (en) Cet article est partiellement ou en totalité issu de l’article de Wikipédia en anglais intitulé « Paul Ricca » (voir la liste des auteurs).